# Heraklea Lucania

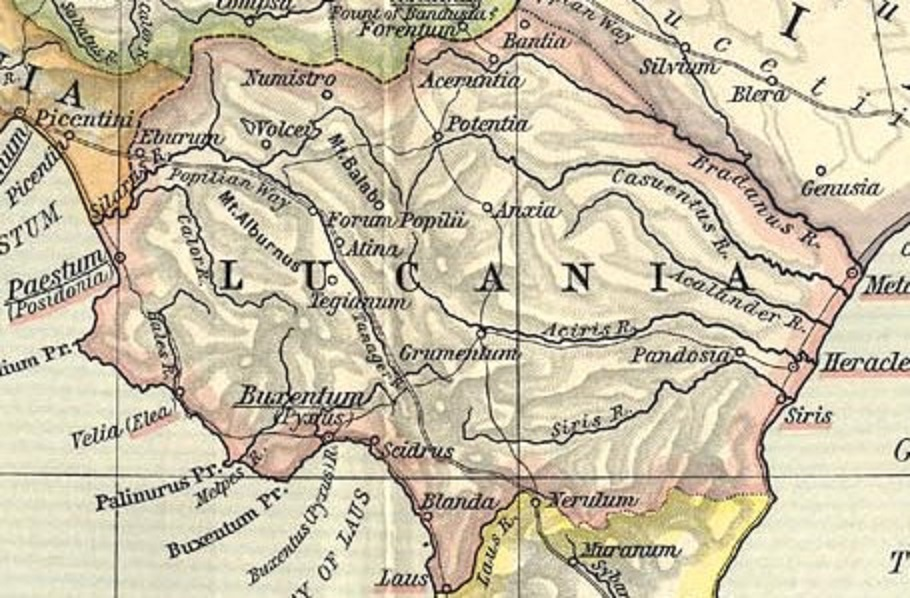
Regionen Lukanien och dess städer. Heraklea återfinns på Lukaniens östra kust, under Metapontum.

Många platser kallades i antiken Herakleia eller Heraklea/Heraclea. För övriga uppslagsord med ordet Herakleia/Heraklea/Heraclea, se Herakleia.
Herakleia Lucania (även Heraklea, Heraclea, eller Heracleia; på grekiska Ἡράκλεια) var en stad i Magna Graecia. Staden låg i Lukanien, vid Tarantobukten. Staden låg en bit från havet, mellan floderna Aciris (dagens Agri) och Siris (dagens Sinni). Enligt dagens administrativa indelning låg den i kommunen Policoro, provinsen Matera i den italienska regionen Basilicata.
Området tillhörde tidigare den joniska kolonin Siris och efter Siris fall utbröt en kamp om området som slutade med att kolonierna Thurioi och Tarentum gick ut i krig om att få äga Siris forna område. Kriget slutade med en kompromiss: båda parter fick dela på den nya kolonin Herakleia Lucania som grundades 432 f.Kr.. Herakleia Lucania byggdes något närmare floden Aciris, men Siris fortlevde i skuggan av den nya kolonin.
Herakleia Lucania fick snart makt och välstånd (mycket på grund av den bördiga jorden) och beskyddades av Tarentum som (tillsammans med Herakleia Lucania) gick ut i krig mot messapierna och lukanerna för dess skull. Det är uppenbart att Herakleia Lucania gradvis blev mer och mer beroende av Tarentum i den utsträckning att staden nästintill förlorade sin autonomi. Herakleia Lucania blev, kanske på grund av relationen till Tarantum, utvald att bli samlingsplats för italioterna (πανήγυρις). Mötet var från början mest av religiös karaktär, men hade även viss politisk makt: det var därför Alexander I av Epirus flyttade mötesplatsen från Herakleia Lucania till Thurioi, för att på så sätt, via Herakleia Lucania, begränsa Tarentums makt. 
Först efter Herakleia Lucanias blomstringstid syns den i historieskrivningen. Under pyrriska kriget stod slaget vid Herakleia mellan floden Siris och Herakleia Lucania. Under den här perioden var Herakleia Lucania, Tarentum och lukanerna i allians mot Rom. För att splittra alliansen erbjöd Rom år 278 f.Kr. Herakleia Lucania ett mycket förmånligt erbjudande som Cicero beskriver som prope singulare foedus. Denna status fick man behålla under hela den romerska republiken. År 212 f.Kr. besegrade Hannibal staden. Det är okänt hur staden ställde sig under bundsförvantskriget, men staden tycks ha lidit svår skada. Staden erbjöds romerskt medborgarskap 89 f.Kr. och blev därpå ett municipium. Det finns belägg för att staden var en viktig och blomstrande stad under den romerska republiken.
Man vet inte när och varför staden gick under. Området, som var känt som bördigt under antiken, var nästintill obebott på mitten av artonhundratalet. Man har identifierat var staden låg: inga ruinern står kvar men bråte, mynt och andra lämningar finns kvar på platsen. På medeltiden anlades staden Anglona (som ett tag var biskopssäte) i närheten, men även denna stad ligger nu i ruiner.